# UTP-heksoza-1-fosfat uridililtransferaza
UTP-heksoza-1-fosfat uridililtransferaza (EC 2.7.7.10, galaktoza-1-fosfatna uridililtransferaza, galaktoza 1-fosfatna uridililtransferaza, alfa-D-galaktoza 1-fosfat uridililtransferaza, galaktoza 1-fosfatna uridiltransferaza, UDPgalaktoza pirofosforilaza, uridin difosfat galaktozna pirofosforilaza, uridin difosfogalaktozna pirofosforilaza) je enzim sa sistematskim imenom UTP:alfa-D-heksoza-1-fosfat uridililtransferaza. Ovaj enzim katalizuje sledeću hemijsku reakciju
UTP + alfa-D-galaktoza 1-fosfat {\displaystyle \rightleftharpoons } difosfat + UDP-alfa-D-galaktoza
Alfa-D-glukoza 1-fosfat takođe može da deluje kao akceptor, mada sporije.

## Literatura
- Nicholas C. Price; Lewis Stevens (1999). Fundamentals of Enzymology: The Cell and Molecular Biology of Catalytic Proteins (Third изд.). USA: Oxford University Press. ISBN 019850229X.
- Eric J. Toone (2006). Advances in Enzymology and Related Areas of Molecular Biology, Protein Evolution (Volume 75 изд.). Wiley-Interscience. ISBN 0471205036.
- Branden C; Tooze J. Introduction to Protein Structure. New York, NY: Garland Publishing. ISBN 0-8153-2305-0.
- Irwin H. Segel. Enzyme Kinetics: Behavior and Analysis of Rapid Equilibrium and Steady-State Enzyme Systems (Book 44 изд.). Wiley Classics Library. ISBN 0471303097.
- William P. Jencks (1987). Catalysis in Chemistry and Enzymology. Dover Publications. ISBN 0486654605.

## Spoljašnje veze
- UTP---hexose-1-phosphate+uridylyltransferase на 